# Большая Таволожка
Большая Таволожка — село в Пугачёвском районе Саратовской области России, в составе сельского поселения Преображенское муниципальное образование.
Население - 687 (2010)

## История
Основано беглыми раскольниками в начале XVIII века. По другим данным в 1744 году. Православная часть села была заселена в 1760-е годы государственными и монастырскими крестьянами, переведёнными за теснотой земли на Иргиз из Вольского уезда.
В 1803 году в Таволожке была построена православная церковь. В 1839 году в Большой Таволожке открылось мужское училище 1-го разряда, впоследствии получившее статус земско-общественного. В 1879 году было открыто женское земско-общественное училище
В Списке населённых мест Самарской губернии по данным 1859 года населённый пункт упомянут как казённое село Таволожка Николаевского уезда при реке Большой Иргиз, расположенная в 16,5 верстах от уездного города Николаевска. В селе имелось 346 дворов и проживало 1388 мужчин и 1489 женщин.
Согласно Списку населённых мест Самарской губернии по сведениям за 1889 год в селе, ставшим центром Таволжанской волости, насчитывались 734 двора и проживали 5079 человек (русские, старообрядческого и православного вероисповеданий). В селе имелись церковь, мужская и женская школы, 28 ветряных и 2 конные мельницы, земская станция, волостное правление. Согласно переписи 1897 года в селе проживали 4062 жителя, из них православных - 3696
В 1908 году был построен второй православный храм во имя Покрова Божией Матери. В том же году была открыта смешанная приходская школа, помещавшаяся в церковной сторожке
По данным 1910 года в селе проживали 2525 мужчин и 2668 женщин. Функционировали 2 церкви, 2 земские школы (мужская и женская), 2 церковно-приходские школы, волостное правление, 2 ярмарки, земская станция, почтовое отделение, фельдшерский пункт, урядник. Помимо православных в селе проживали старообрядцы австрийского толка, беспоповцы и беглопоповцы
В 1918 году Большая Таволожка несколько раз оказывалась в эпицентре событий гражданской войны. После восстания чехословацкого корпуса и Комитета членов Учредительного собрания село было занято отрядами контрреволюционеров. 3 августа 1-я Николаевская бригада В. И. Чапаева с боем вытеснила противника из Большой Таволожки. Впоследствии в ходе боёв за Николаевск село неоднократно переходило из рук в руки.
В январе 1921 года в Большой Таволожке произошёл кулацкий бунт, в ходе которого были расстреляны двое коммунистов. Зимой 1922 года в селе, как и во всём Заволжье, свирепствовал голод. В 1923 году Таволжанская волость вошла в состав Давыдовской в ходе укрупнения волостей. В ходе коллективизации в селе был образован колхоз "Россия". Обе церкви были закрыты и впоследствии разрушены.
Великая Отечественная война унесла жизни 184 жителей Большой Таволожки. В 1982 году в селе открылась восьмилетняя школа, в 1989 году преобразованная в среднюю

## Физико-географическая характеристика
Село находится в Заволжье, на правом берегу реки Большой Иргиз, при устье оврага Таволожка, на высоте около 35 метров над уровнем моря. Севернее села возвышаются юго-восточные отроги Каменного Сырта. Почвы: в пойме Иргиза - пойменные нейтральные и слабокислые, выше поймы, по правой стороне Иргиза - чернозёмы южные.
Село расположено примерно в 20 км по прямой в северо-восточном направлении от районного центра города Пугачёв. Через село проходит автодорога  Самара - Волгоград.  По автомобильным дорогам расстояние до районного центра составляет 23 км,  до города Балаково - 99 км, до областного центра города Саратов - 260 км, до Самары - 160 км.
Часовой пояс
Большая Таволожка, как и вся Саратовская область, находится в часовой зоне МСК+1. Смещение применяемого времени относительно UTC составляет +4:00.

## Население
Динамика численности населения по годам:
| Годы      | 1859 | 1889 | 1897 | 1910 | 2002 |
| --------- | ---- | ---- | ---- | ---- | ---- |
| Население | 2877 | 5079 | 4062 | 5193 | 819  |

| 2002 | 2010 |
| ---- | ---- |
| 819  | ↘687 |

Национальный состав
Согласно результатам переписи 2002 года, в национальной структуре населения русские составляли 90 %